# Театр Амбасадор
Театр Амбасадор (англ. Ambassador Theatre) — бродвейський театр, розташований на 49-тій вулиці між Бродвеєм та Восьмою авеню в Мідтауні.
Збудований за проектом архітектора Герберта Дж. Креппа для театральної організації The Shubert Organization. Структура театру характеризується тим, що він розташований діагонально, щоб вмістити максимальну кількість глядачів. Його екстер'єр відрізняється від багатьох інших бродвейських будинків, але не виказує його незвичайного планування. Будівлі театру було присвоєно статус орієнтира Нью-Йорка, тобто споруду визнано такою, що має історичну і культурну значущість.
Театр відкрився 11 лютого 1921 року, з мюзиклом The Rose Girl. The Shubert Organization продала театр в 1935 році, і протягом наступних двох десятиліть він використовувався як кінотеатр і телестудія для NBCі DuMont Television Network, та був відомий під назвою Амбасадор Теле-Театр. У 1956 році The Shubert Organization повернула собі право власності на театр і він повернувся до театральної діяльності.
Після реконструкції в 1980 році театр змінює назву на «The New Ambassador Theatre», проте воно проіснувало недовго — в червні того ж року старе ім'я було повернуто.
З 29 січня 2003 року на сцені театру Амбасадор йде прокат повернутого на Бродвей у 1996 році мюзиклу «Чикаго».

## Відомі постановки
- 1921: The Rose Girl; Blossom Time (Das Dreimäderlhaus[en])
- 1927: Рекет
- 1931: Смерть бере вихідний[en]
- 1933: Червневий місяць[en]
- 1935: Ніч 16 січня
- 1939: Strawhat Revue of 1939
- 1955: Щоденник Анни Франк[en]
- 1957: Compulsion
- 1963: Зупиніть Землю - я зійду[en]
- 1966: Лев узимку
- 1967: Ти знаєш, я не чую тебе коли відкриваю воду[en]
- 1968: Ми Розбомблені в Нью-Гейвені
- 1969: Святкування[en]
- 1971: Не дати померти природною смертю[en]
- 1974: Я і Бессі[en]
- 1977: Божественний ступор[en]
- 1978: В цей же час, наступного року[en]; Юбі[en]
- 1980: Розподіл вулиці
- 1983: Вид з моста[en]
- 1985: Ватажок зграї[en]
- 1987: Дівчата мрії[en] (відроджений)
- 1996: Bring in 'da Noise, Bring in 'da Funk
- 1999: Це не нічого, але сині[en]; Ти хороша людина, Чарлі Браун[en]
- 2000: The Ride Down Mt. Morgan
- 2001: Закон класу[en]; Гедда Ґаблер
- 2002: Переможець/Невдаха[en]
- 2003 — сьогодні: Чикаго